# MTV Video Music Awards
Die MTV Video Music Awards (VMA) werden seit 1984 vom US-amerikanischen MTV verliehen. International ist es zusammen mit den MTV Europe Music Awards (EMA) die wichtigste MTV-Preisverleihung. Die Veranstaltung dauert etwa drei Stunden und findet entweder Ende August oder Anfang September statt. Von 1984 bis 1998 wurden die Preisverleihungen in Los Angeles veranstaltet. Dann wechselte MTV den Schauplatz und fand von 1999 bis 2003 in New York abwechselnd in der Radio City Music Hall und der Metropolitan Opera statt. In den Jahren 2004 und 2005 wurden die VMAs in Miami abgehalten. Nach Kritik und Rückgang des Interesses entschied sich der Sender dafür die Preisverleihung wieder von ihrem angestammten Ort aus zu senden. Es gibt etwa 20 Kategorien und jedes Jahr ca. 15 Live-Auftritte von bekannten Stars.
2009 feierten die MTV Video Music Awards ihr 25-jähriges Jubiläum. Die entsprechende Veranstaltung wurde von Britney Spears eröffnet. Die Trophäe, die einen Astronauten auf dem Mond mit MTV-Fahne darstellt, trägt den Spitznamen Moonman. Die MTV Video Music Awards sollten nicht mit den teilweise spaßigen MTV Movie Awards verwechselt werden.
2020 fanden die VMA wegen der COVID-19-Pandemie zum ersten Mal in ihrer Geschichte nicht innerhalb eines Veranstaltungsgebäudes, sondern als Freiluftaufführung statt, um die gesetzlichen Gesundheitsrichtlinien zu gewährleisten.

## Veranstaltungsübersicht
| Jahr | Datum              | Ort                                                                | Moderator                                                                     | Gewinner Video of the Year                                         |
| ---- | ------------------ | ------------------------------------------------------------------ | ----------------------------------------------------------------------------- | ------------------------------------------------------------------ |
| 1984 | 14. September 1984 | Radio City Music Hall, New York City                               | Dan Aykroyd, Bette Midler                                                     | The Cars – You Might Think                                         |
| 1985 | 13. September 1985 | Radio City Music Hall, New York City                               | Eddie Murphy                                                                  | Don Henley – The Boys of Summer                                    |
| 1986 | 5. September 1986  | Universal Amphitheatre, Los Angeles & The Palladium, New York City | Julie Brown, Mark Goodman, Alan Hunter, Martha Quinn, Dweezil Zappa (MTV-VJs) | Dire Straits – Money for Nothing                                   |
| 1987 | 11. September 1987 | Universal Amphitheatre, Los Angeles                                | Julie Brown, Karolin Heldmann, Dweezil Zappa, Kevin Seal (MTV-VJs)            | Peter Gabriel – Sledgehammer                                       |
| 1988 | 7. September 1988  | Universal Amphitheatre, Los Angeles                                | Arsenio Hall                                                                  | INXS – Mediate                                                     |
| 1989 | 6. September 1989  | Universal Amphitheatre, Los Angeles                                | Arsenio Hall                                                                  | Neil Young – This Note’s for You                                   |
| 1990 | 6. September 1990  | Universal Amphitheatre, Los Angeles                                | Arsenio Hall                                                                  | Sinéad O’Connor – Nothing Compares 2 U                             |
| 1991 | 5. September 1991  | Universal Amphitheatre, Los Angeles                                | Arsenio Hall                                                                  | R.E.M. – Losing My Religion                                        |
| 1992 | 9. September 1992  | Pauley Pavilion, Los Angeles                                       | Dana Carvey                                                                   | Van Halen – Right Now                                              |
| 1993 | 2. September 1993  | Universal Amphitheatre, Los Angeles                                | Christian Slater                                                              | Pearl Jam – Jeremy                                                 |
| 1994 | 8. September 1994  | Radio City Music Hall, New York City                               | Roseanne Barr                                                                 | Aerosmith – Cryin                                                  |
| 1995 | 7. September 1995  | Radio City Music Hall, New York City                               | Dennis Miller                                                                 | TLC – Waterfalls                                                   |
| 1996 | 4. September 1996  | Radio City Music Hall, New York City                               | Dennis Miller                                                                 | The Smashing Pumpkins – Tonight, Tonight                           |
| 1997 | 4. September 1997  | Radio City Music Hall, New York City                               | Chris Rock                                                                    | Jamiroquai – Virtual Insanity                                      |
| 1998 | 10. September 1998 | Universal Amphitheatre, Los Angeles                                | Ben Stiller                                                                   | Madonna – Ray of Light                                             |
| 1999 | 9. September 1999  | Metropolitan Opera, New York City                                  | Chris Rock                                                                    | Lauryn Hill – Doo Wop (That Thing)                                 |
| 2000 | 7. September 2000  | Radio City Music Hall, New York City                               | Marlon Wayans und Shawn Wayans                                                | Eminem – The Real Slim Shady                                       |
| 2001 | 6. September 2001  | Metropolitan Opera, New York City                                  | Jamie Foxx                                                                    | Christina Aguilera, Lil’ Kim, Mýa und Pink – Lady Marmalade        |
| 2002 | 29. August 2002    | Radio City Music Hall, New York City                               | Jimmy Fallon                                                                  | Eminem – Without Me                                                |
| 2003 | 28. August 2003    | Radio City Music Hall, New York City                               | Chris Rock                                                                    | Missy Elliott – Work It                                            |
| 2004 | 29. August 2004    | American Airlines Arena, Miami                                     | keiner                                                                        | OutKast – Hey Ya!                                                  |
| 2005 | 28. August 2005    | American Airlines Arena, Miami                                     | Sean Combs                                                                    | Green Day – Boulevard of Broken Dreams                             |
| 2006 | 31. August 2006    | Radio City Music Hall, New York City                               | Jack Black                                                                    | Panic! at the Disco – I Write Sins Not Tragedies                   |
| 2007 | 9. September 2007  | Palms Casino Resort, Las Vegas                                     | keiner                                                                        | Rihanna (feat. Jay-Z) – Umbrella                                   |
| 2008 | 7. September 2008  | Paramount Studios, Los Angeles                                     | Russell Brand                                                                 | Britney Spears – Piece of Me                                       |
| 2009 | 13. September 2009 | Radio City Music Hall, New York City                               | Russell Brand                                                                 | Beyoncé – Single Ladies (Put a Ring on It)                         |
| 2010 | 12. September 2010 | Nokia Theater, Los Angeles                                         | Chelsea Handler                                                               | Lady Gaga – Bad Romance                                            |
| 2011 | 28. August 2011    | Nokia Theater, Los Angeles                                         | keiner                                                                        | Katy Perry – Firework                                              |
| 2012 | 6. September 2012  | Staples Center, Los Angeles                                        | Kevin Hart                                                                    | Rihanna (feat. Calvin Harris) – We Found Love                      |
| 2013 | 25. August 2013    | Barclays Center, New York City                                     | keiner                                                                        | Justin Timberlake – Mirrors                                        |
| 2014 | 24. August 2014    | The Forum, Inglewood                                               | keiner                                                                        | Miley Cyrus – Wrecking Ball                                        |
| 2015 | 30. August 2015    | Nokia Theater, Los Angeles                                         | Miley Cyrus                                                                   | Taylor Swift (feat. Kendrick Lamar) – Bad Blood                    |
| 2016 | 28. August 2016    | Madison Square Garden, New York City                               | keiner                                                                        | Beyoncé – Formation                                                |
| 2017 | 27. August 2017    | The Forum, Inglewood                                               | Katy Perry                                                                    | Kendrick Lamar – Humble                                            |
| 2018 | 20. August 2018    | Radio City Music Hall, New York City                               | keiner                                                                        | Camila Cabello (feat. Young Thug) – Havana                         |
| 2019 | 26. August 2019    | Prudential Center, New Jersey                                      | Sebastian Maniscalco                                                          | Taylor Swift – You Need to Calm Down                               |
| 2020 | 30. August 2020    | New York City                                                      | Keke Palmer                                                                   | The Weeknd – Blinding Lights                                       |
| 2021 | 12. September 2021 | New York City                                                      | Doja Cat                                                                      | Lil Nas X – Montero (Call Me by Your Name)                         |
| 2022 | 28. August 2022    | Prudential Center, New Jersey                                      | LL Cool J, Nicki Minaj und Jack Harlow                                        | Taylor Swift – All Too Well (10 Minute Version) (Taylor's Version) |
| 2023 | 12. September 2023 | Prudential Center, New Jersey                                      | Nicki Minaj                                                                   | Taylor Swift – Anti-Hero                                           |
| 2024 | 11. September 2024 | UBS Arena, Elmont                                                  | Megan Thee Stallion                                                           | Taylor Swift ft. Post Malone – Fortnight                           |

## Legendäre Auftritte
Bei den VMAs kommt es häufig zu markanten Auftritten. So auch der Auftritt der Band Nirvana im Jahr 1992. Die Band wollte Rape Me spielen, der Sender forderte Smells Like Teen Spirit. Man einigte sich auf Lithium. Doch als Nirvana auf die Bühne kamen, spielten sie die ersten Takte von Rape Me an, bevor sie zu Lithium übergingen. Während des Auftritts fiel der Verstärker von Bassist Krist Novoselić aus, er warf das Instrument in die Luft und bekam es direkt ins Gesicht. Bei Verlassen der Bühne sorgte Nirvana-Frontmann Kurt Cobain für einen Skandal, als er auf das Klavier von Elton John spuckte, weil er dachte, Axl Rose würde darauf spielen. Die beiden Sänger hatten sich zuvor im Trailerpark gestritten. Später erhielten Nirvana den Award für „Best Alternative Video“ für Smells Like Teen Spirit. Der Sender hatte jedoch Smells Like Team Spirit auf die Trophäe graviert.
1998 versuchte Tré Cool, Drummer der Band Green Day, auf die Kugel vor den Universal Studios in Orlando, Florida, zu klettern.
Provokativ war auch der Auftritt von Madonna, Britney Spears und Christina Aguilera bei den VMAs 2003, bei dem es während der Performance zu einem Kuss zwischen Britney Spears und Madonna, sowie zwischen Madonna und Christina Aguilera kam. „The Kiss“ von Britney und Madonna ging in die Pop-Geschichte ein.
Lady Gaga sorgte bei den VMAs im Jahre 2009 ebenfalls für einen Skandalauftritt. Bei ihrer Darbietung ihres weltweit erfolgreichen Liedes Paparazzi stand sie plötzlich schreiend und mit einem blutverschmierten Oberkörper auf der Bühne, was weltweit für Schlagzeilen sorgte. Ebenfalls 2009, während Taylor Swift ihren Preis für die Kategorie Best Female Video annahm und ihre Dankesrede hielt, sprang Kanye West auf die Bühne, unterbrach sie und entriss ihr das Mikrofon. Dann sagte er, Beyoncé hätte mit Single Ladies (Put a Ring on It) eines der besten Videos aller Zeiten gemacht. Taylor Swift war schockiert und auch Beyoncé schaute erschrocken. West wurde für seinen Ausfall vom Publikum ausgebuht. Das Verhalten von West wurde selbst von Präsident Barack Obama in einer Fernsehshow kritisiert.
Bei den VMAs im Jahre 2013 sorgte Miley Cyrus mit ihrem Auftritt für weltweite Schlagzeilen. Zuerst präsentierte sie ihren eigenen Song We Can't Stop, bei dem sie mit Zungenrollen, lasziven Griffen an die Vulva und ihrem Badeanzug mit Comicfiguren-Aufdruck für schockierte Gesichter im Publikum sorgte. Beim Auftritt vom Sänger Robin Thicke mit seinem Hit Blurred Lines tanzte sie dabei nur in fleischfarbener Unterwäsche provokant herum: So schien Cyrus sich mit einem Schaumstoff-Finger selbst zu befriedigen, fingerte damit am Hosenstall des Sängers herum und stellte dabei verschiedene Sexposen dar.

## Künstler mit den meisten Auszeichnungen

### Insgesamt
| Künstler          | Anzahl der Awards |
| ----------------- | ----------------- |
| Taylor Swift      | 30                |
| Beyoncé           | 28                |
| Madonna           | 20                |
| Lady Gaga         | 18                |
| Eminem            | 15                |
| Peter Gabriel     | 13                |
| R.E.M.            | 12                |
| Justin Timberlake | 11                |
| Green Day         | 11                |
| Aerosmith         | 10                |
| Ariana Grande     | 10                |
| BTS               | 10                |

### Nach Veranstaltung
| Künstler              | Jahr | Anzahl der Awards | Ausgezeichnet für                                                               |
| --------------------- | ---- | ----------------- | ------------------------------------------------------------------------------- |
| Peter Gabriel         | 1987 | 10                | Sledgehammer (9), Video Vanguard Award (für Gabriel)                            |
| Taylor Swift          | 2023 | 9                 | Anti-Hero (6), Midnights (1), The Eras Tour (1), Artist of the Year (für Swift) |
| a-ha                  | 1986 | 8                 | Take On Me (6), The Sun Always Shines on T.V. (2)                               |
| Lady Gaga             | 2010 | 8                 | Bad Romance (7), Telephone (1)                                                  |
| Beyoncé               | 2016 | 8                 | Formation (6), Hold Up (1), Lemonade (1)                                        |
| The Smashing Pumpkins | 1996 | 7                 | Tonight, Tonight (6), 1979 (1)                                                  |
| Green Day             | 2005 | 7                 | Boulevard of Broken Dreams (6), American Idiot (1)                              |
| Taylor Swift          | 2024 | 7                 | Fortnight (5), Artist of the Year, Best Pop                                     |

### Nach Musikvideo
| Künstler              | Jahr | Anzahl der Awards | Musikvideo                 |
| --------------------- | ---- | ----------------- | -------------------------- |
| Peter Gabriel         | 1987 | 9                 | Sledgehammer               |
| Lady Gaga             | 2010 | 7                 | Bad Romance                |
| a-ha                  | 1986 | 6                 | Take On Me                 |
| R.E.M.                | 1991 | 6                 | Losing My Religion         |
| The Smashing Pumpkins | 1996 | 6                 | Tonight, Tonight           |
| Fatboy Slim           | 2001 | 6                 | Weapon of Choice           |
| Green Day             | 2005 | 6                 | Boulevard of Broken Dreams |
| Beyoncé               | 2016 | 6                 | Formation                  |
| Kendrick Lamar        | 2017 | 6                 | Humble                     |
| Taylor Swift          | 2023 | 6                 | Anti-Hero                  |